# Saat

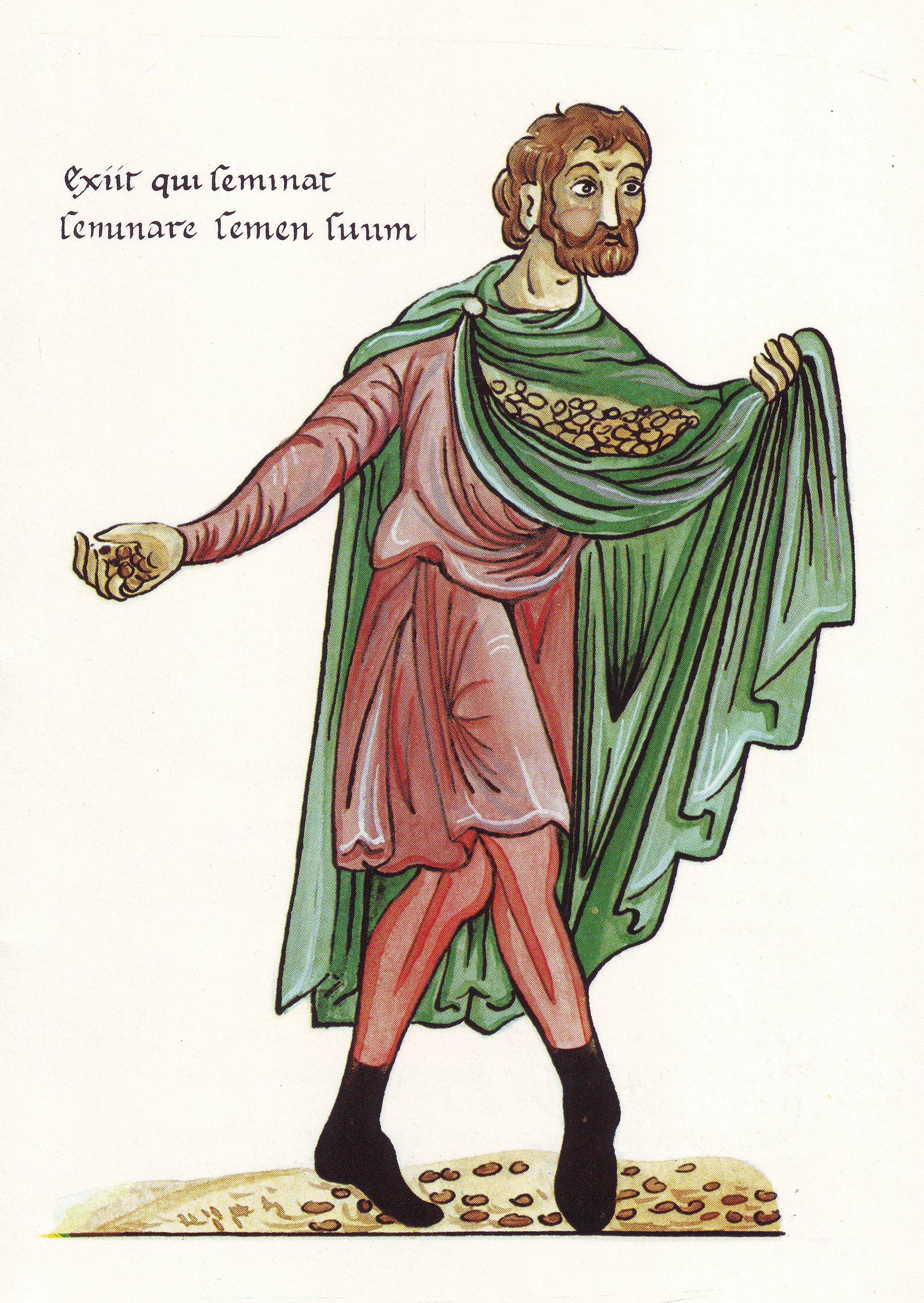
Der Sämann, Darstellung aus dem Hortus Deliciarum der Herrad von Landsberg (12. Jahrhundert)

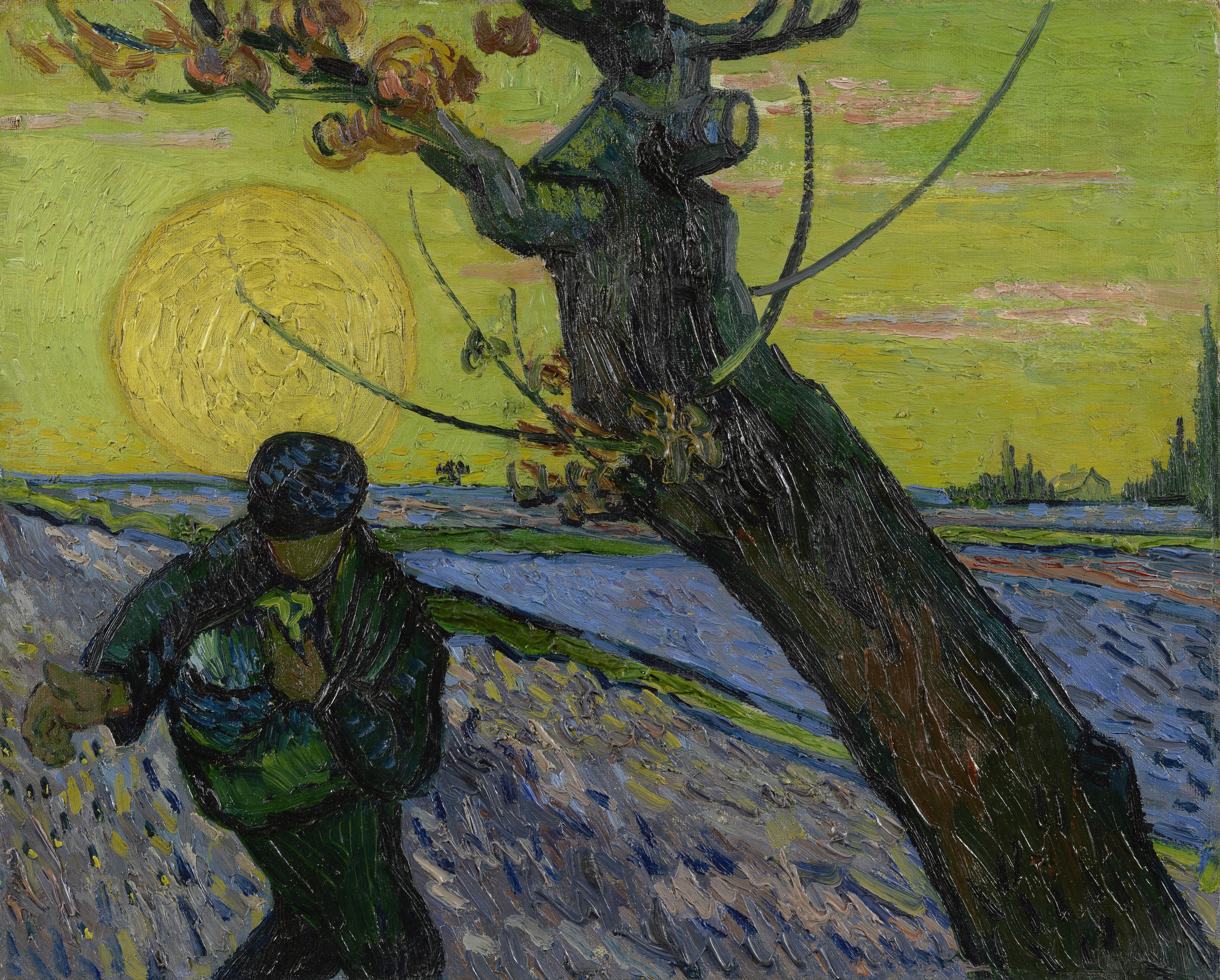
Vincent van Gogh: Der Sämann

Als Saat (auch Aussaat oder Ansaat) bezeichnet man das Säen (auch Aussäen oder Ansäen; von mittelhochdeutsch saejen „streuen, schütten, ausstreuen, säen“) von Saatgut in das Saatbett bzw. Saatbeet, aber auch „das Ausgesäte“ und „das aus dem Samen Aufgegangene“.

## Methoden

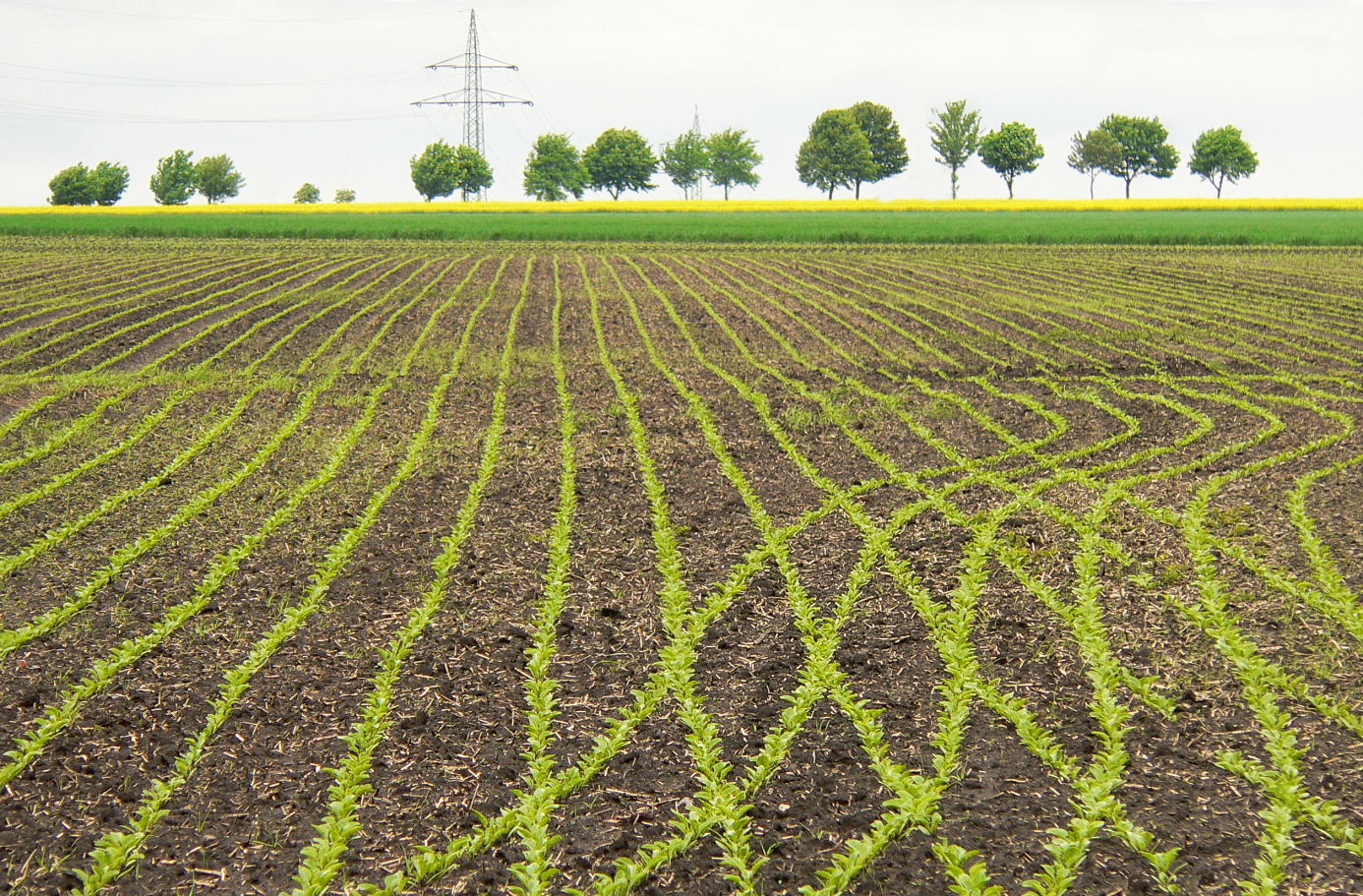
Aufgehende Saat von Zuckerrübe auf Schwarzerdeboden

Man unterscheidet in der Landwirtschaft verschiedene Saatmethoden, zum Beispiel Breitsaat, Drillsaat und Einzelkornsaat.
- Breitsaat ist die seit der Antike verwendete Sämethode. Durch die Anzahl Körner in der Hand pro Wurf, die Wurfbreite und die Schrittlänge des Sämanns ergibt sich die Saatgutmenge pro Flächeneinheit. Die Breitsaat ist eine ungenaue Methode. Heute erfolgt die Aussaat im Acker-, Garten- und Landschaftsbau in der Regel maschinell in parallel angeordneten Reihen mit gleichmäßigen Abständen zwischen den Reihen (Reihenabstand) und innerhalb der Reihen sowie mit gleichmäßiger Ablagetiefe.
- Bei der Drillsaat werden die Körner mittels Drillmaschine in Reihen abgelegt – dieses Verfahren wird vorwiegend bei Getreide angewandt. Dabei ziehen kleine Säschare eine Rinne in das Saatbett; durch ein Rohr werden die Samenkörner eingebracht.
- Die Einzelkornsaat kommt bei Kulturarten wie Zuckerrüben und Mais zum Einsatz, bei denen ein gleichmäßiger Pflanzenabstand angestrebt wird. Die Einzelkornsämaschine legt mit pneumatischer oder mechanischer Steuerung die Saat zentimetergenau ab, auch innerhalb der Reihen mit gleichen Abständen.
- Die Bandsaat wird vor allem im Gemüsebau eingesetzt aber auch bei der Grünlanderneuerung. Das Saatgut wird in gleichen Reihenweiten, innerhalb einer bestimmten Bandbreite aber in unregelmäßigen Abständen zwischen den Körnern abgelegt.

Das Ausbringen von Saatgut mit Hilfe spezieller Agrartechnik wie Drillmaschinen und Einzelkorngeräten verbreitete sich ab 1930. In der praktischen Landwirtschaft des 21. Jahrhunderts ist die Saatkombination vorherrschend: Mehrere Arbeitsgänge – Saatbettbereitung, Saatablage, Eggen, Walzen – werden gleichzeitig maschinell erledigt.
Bei geringeren Reihenabständen (z. B. im Getreidebau) werden im konventionellen Anbau bereits bei der Aussaat einzelne Reihen weggelassen, so dass im späteren Pflanzenbestand unbewachsene Fahrgassen bleiben. Durch diese Gassen kann bei Pflegemaßnahmen sowie bei der Ausbringung von Düngern und Pflanzenschutzmitteln mit dem Traktor durch das Feld gefahren werden, ohne die Nutzpflanzen zu schädigen.

Drillsaat
Bandsaat
Breitsaat
Einzelkornsaat

## Voraussetzungen

### Boden und Licht
Grundsätzlich gilt bei der Saat die Faustregel, dass der dreifache längste Samendurchmesser die richtige Sätiefe sei. Darüber hinaus muss jedoch die jeweils typische Pflanzenphysiologie berücksichtigt werden, insbesondere muss die Keimruhe überwunden sein. Die Keimung des Saatgutes setzt Feuchtigkeit und eine nach Pflanzenart unterschiedliche minimale Bodentemperatur voraus. 
Dazu kommen Anforderungen an die Lichtverhältnisse. Beispielsweise ist Weizen ein „Dunkelkeimer“, das Saatgut muss also gut mit Erde bedeckt werden. Dagegen ist Roggen ein Lichtkeimer. Schon im 19. Jahrhundert galt der Bauern-Spruch: „Roggensaat will den Himmel sehen“. Junge Landwirte wurden schon damals dazu angehalten, den Roggen bei zunehmendem Mond zu säen, wenngleich das Mondlicht bei klarem Himmel in der Nacht weniger als ein Dreihunderttausendstel des Tageslichtes ausmacht.

### Wahl der Saatzeit
Die optimale Säzeit wird zunächst durch die Pflanzenart bestimmt und ist trotzdem regional sehr verschieden. Pflanzen reagieren auf die Sonnenscheindauer und Temperatur sehr unterschiedlich. Im Sommer ist die Tageslänge (Sonnenaufgang bis Sonnenuntergang) in Schleswig-Holstein um eine Stunde länger als in Baden-Württemberg und die durchschnittliche Temperatur um 5–10 °C niedriger. Auch die Regenmenge ist regional sehr unterschiedlich. Alle diese Faktoren haben einen direkten Einfluss auf die Wahl von Fruchtfolge, Sortenwahl und Pflanzenbau.

### Bodenbearbeitung
Um das Keimen der Saat zu ermöglichen, muss der Boden entsprechend vorbereitet werden. Durch Bodenbearbeitung wird ein ebenes und feinkrümeliges Saatbett hergestellt, um eine gleichmäßige Ablage der Samen zu ermöglichen und einen guten Standort für die späteren Pflanzen zu schaffen. Darüber hinaus wird dadurch die Wärmeleitung der Sonneneinstrahlung und die Wasserführung sichergestellt – beides ist für die Keimung notwendig.

## Jahreszeiten
Die Jahreszeit der Aussaat ist ausschlaggebend für das Pflanzenwachstum. Der Photoperiodismus beeinflusst Dauer und Verlauf der vegetativen und generativen Phase von Pflanzen. 
Im Kurztag (weniger als 12 Stunden Sonne) werden „Langtagspflanzen“ zu vegetativem Wachstum veranlasst. Im Langtag (mehr als 12 Stunden Sonne) wird die generative Phase der Langtagspflanzen eingeleitet. Es kommt zur Blüte und Samenbildung. Im Garten „schießt“ dann der Kopfsalat, im Feld beginnt das Getreide mit „Ährenschieben“, in den Wiesen blühen die meisten Gräser. 
Sät man Langtagspflanzen, wie etwa Raps oder Senf, im Kurztag nach dem 20. August, so entwickeln sie viel Grünmasse im Herbst, aber keine Blüten mehr. Dieser Trick wird in der Landwirtschaft seit vielen Jahrzehnten für die Herbstfuttererzeugung und die Gründüngung angewendet.

### Herbst

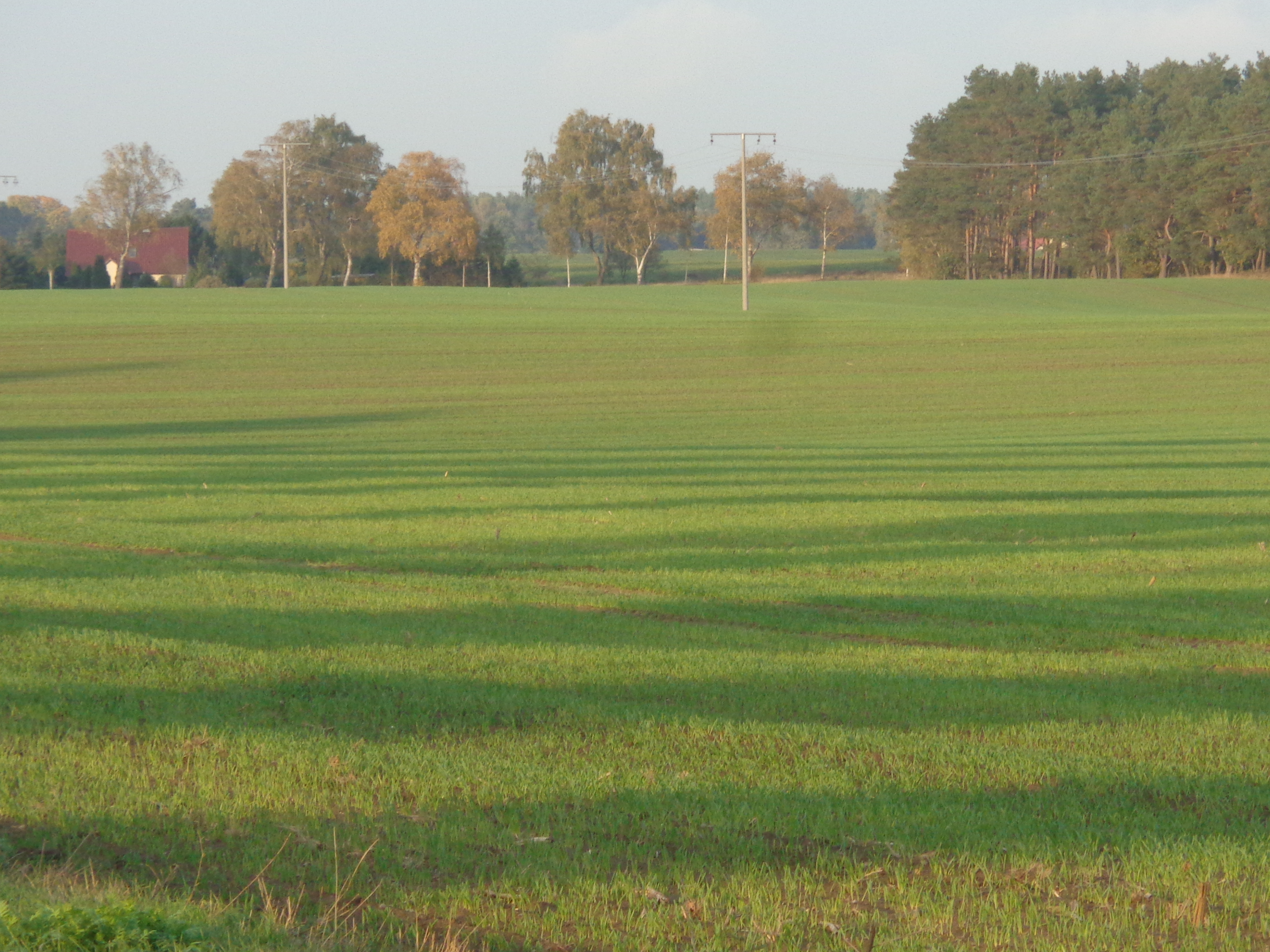
Wintersaat im Oktober (Mecklenburg)

Von September bis Oktober wird Wintergetreide gesät. Es braucht eine Vernalisation durch Frost, um im Frühjahr zu schossen.

### Winter
Die Schneesaat ist ein altes Saatverfahren bei Birken. Das Saatgut wird hierbei im Winter auf dem Schnee ausgebracht. Eine Bodenbearbeitung ist hierbei nicht nötig.

### Frühling
Der Monat März ist der Säzeitpunkt für die Sommergetreidearten. Im April folgen Rüben, Mais und die Freilandaussaat vieler Gemüsearten oder Kräuter wie Erbsen, Rettich, Radieschen, Bohnen, Salat, Spinat, Petersilie, Dill und viele mehr. Da die Bodentemperatur im Freiland für die Keimung bestimmter Pflanzenarten nicht ausreicht, werden diese nicht im Freiland ausgesät, sondern im Gewächshaus (Tomaten, Gurken, Zucchini und Paprika) vorgezogen und dann in das Freiland ausgepflanzt.

## Münzmotiv
Ein Sämann ist Motiv auf den Vorderseiten zweier Münzen:
- Der Tscherwonetz (dt. Rote Münze) aus Rotgold, ohne Nominale (10 Rubel) geprägt 1923, 1925 und nachgeprägt von 1975 bis 1982 in Russland.[1]
- Die österreichische 1-Schilling-Münze aus Aluminium, geprägt von 1946 bis 1957.[2]